# YES (サンボマスターのアルバム)
『YES』（いえす）は2017年5月10日にサンボマスターがリリースしたメジャー9枚目のアルバム。

## 解説
- 前作『サンボマスターとキミ』から約二年ぶりのオリジナル・アルバム。
- 初回限定盤のDVDには様々なフェスやイベントでの他バンド・アーティストとの数々の共演から選りすぐった映像集「コラボマスター」、スタジオ『Red Bull Studios Tokyo』でのセッションの模様を収録[1]。

## 収録曲
全曲：作詞・作曲：山口隆

### CD
1. YES
タイトル曲。アルバム発売前日となる5月9日にMVが公開された[2]。
2. オレたちのすすむ道を悲しみで閉ざさないで
20枚目のシングル。
3. Sad Town, Hot Love
4. ババンバンっと うまれかわりたい
5. このラブソングはパンクナンバー
6. 反撃の時間はじめ
7. ワルになりたい
8. ハートコアパンク
テレビ朝日系『ワールドプロレスリング』の4月～5月度のファイティングミュージック（テーマソング）。
9. いのちは暴動
10. アノ娘と夢をみるの
11. Never stop Your dance
12. Stand by me & you

### 初回特典DVD
1. 世界はそれを愛と呼ぶんだぜ w/TAKUMA(10-FEET) / 2016年4月29日 ARABAKI ROCK FEST.16
2. そのぬくもりに用がある w/NARGO・北原雅彦・GAMO・谷中敦・加藤隆志・沖祐市 (TOKYO SKA PARADISE ORCHESTRA) / 2016年4月29日 ARABAKI ROCK FEST.16
3. あの鐘を鳴らすのはあなた w/和田アキ子・NARGO・北原雅彦・GAMO・谷中敦・加藤隆志・沖祐市(TOKYO SKA PARADISE ORCHESTRA) / 2016年4月29日 ARABAKI ROCK FEST.16
4. 世界はそれを愛と呼ぶんだぜ w/キヨサク (MONGOL800) / 2016年11月5日 MONGOL800 ga FESTIVAL What a Wonderful World!! 16
5. 夜汽車でやってきたアイツ w/峯田和伸 (銀杏BOYZ) / 2016年9月24日 男どアホウ サンボマスター2016
6. 世界をかえさせておくれよ w/キュウソネコカミ 2016年9月25日 男どアホウ サンボマスター2016
7. ふりむくわけにはいかないぜ スタジオライブセッション at Red Bull Studios Tokyo
8. ものがたりは今日はじまるの スタジオライブセッション at Red Bull Studios Tokyo
9. 永遠にキミのことを愛したいと言わせて スタジオライブセッション at Red Bull Studios Tokyo
10. 浅草キッド w/ビートたけし / 2015年9月22日 第8回したまちコメディ映画祭in台東「ビートたけしリスペクトライブ」

- DVD副音声特典:「三人の楽屋ばなし」 w/芹澤"REMI"優真 (SPECIAL OTHERS)